# Diplosoma spongiforme
Diplosoma spongiforme är en sjöpungsart som först beskrevs av Giard 1872.  Diplosoma spongiforme ingår i släktet Diplosoma och familjen Didemnidae. Arten har ej påträffats i Sverige. Inga underarter finns listade i Catalogue of Life.